# Lynchius nebulanastes
Lynchius nebulanastes is een kikker uit de familie Strabomantidae. De soort werd voor het eerst wetenschappelijk beschreven door David Charles Cannatella in 1984. Oorspronkelijk werd de wetenschappelijke naam Phrynopus nebulanastes gebruikt.
De soort komt endemisch voor in het noordwesten van Peru. De kikker is aangetroffen op een hoogte tussen 2770 en 2820 boven zeeniveau.